# Pam Ferris
Pamela E. "Pam" Ferris (Hanôver, 11 de maio de 1948) é uma atriz britânica, nascida na Alemanha.

## Biografia
Nasceu na Alemanha, enquanto seu pai servia na Força Aérea Britânica naquele país.

## Carreira
Fez a personagem Tia Guida no filme Harry Potter and the Prisoner of Azkaban. Conhecida principalmente por ter interpretado a terrível vilã Agatha Trunchbull, no filme Matilda.

## Trabalhos
- Matilda....Sra. Ágatha Trunchbull (1996)
- Death to Smoochy....Tommy Cotter (2002)
- Harry Potter and the Prisoner of Azkaban....Tia Guida (2004)
- Children of Men...Miriam (2006)
- Holmes & Watson...Rainha Vitória (2018)